# Martine Carol
Martine Carol, pseudonimo di Marie-Louise Jeanne Nicolle Mourer (Saint-Mandé, 16 maggio 1920 – Monte Carlo, 6 febbraio 1967), è stata un'attrice francese.
Fu, tra la fine della seconda guerra mondiale e l'avvento di Brigitte Bardot, la regina del sex appeal francese.

## Biografia
Dopo aver frequentato corsi di recitazione, svolse un regolare apprendistato teatrale, esordendo nel dramma Fedra con il nome di Maryse Harley. Debuttò sullo schermo nel 1943, facendosi notare con Gli amanti di Verona (1948) di André Cayatte, ma diventando una diva a tutti gli effetti con il piccante ruolo di Caroline chérie (1951), un sagace adattamento che Jean Anouilh trasse dai romanzi avventurosi di Cécil Saint-Laurent. Nel ruolo della ragazza di buon cuore, sensuale e simpatica, che nel periodo più burrascoso della storia francese passava da un amante all'altro con leggerezza d'animo e innocente candore, la Carol conquistò il pubblico, sedotto dal suo sex appeal e dalle sue forme generosamente scoperte.
La sua bellezza e i suoi deshabillés furono valorizzati in drammi e film in costume ambientati con un certo gusto come Lucrezia Borgia (1953), Madame du Barry (1954), Nanà (1955). Tuttavia la sua coquetterie d'esportazione, corrispondente all'idea della donna francese che hanno gli stranieri, s'impose anche in parti moderne come Adorabili creature (1952) e Nathalie (1957), entrambi diretti da Christian-Jaque (suo marito dal 1954 al 1959), e Il carnet del maggiore Thompson (1955), in cui il regista Preston Sturges volle l'attrice per il ruolo della tipica affascinante signora della Ville Lumière.
Non mancano nella sua carriera le interpretazioni impegnative in ruoli più complessi: Le belle della notte (1952) di René Clair, La spiaggia (1954) di Alberto Lattuada, Vanina Vanini (1961) di Roberto Rossellini e soprattutto Lola Montès (1955) di Max Ophüls, regista che la seppe valorizzare e che le permise di dimostrare il suo talento recitativo. Il film assicurò alla Carol un posto nella storia del cinema come arte, dopo che ella già lo aveva conquistato nella storia del costume grazie a Caroline chérie. Dopo Lola Montés all'attrice non vennero più affidati ruoli di questo tipo e la sua carriera andò declinando, complice anche una vita privata tormentata, con quattro matrimoni, un tentativo di suicidio nel 1947 per l'attore Georges Marchal e un grave incidente d'auto. Il suo ultimo film fu l'avventura poliziesca Senza di loro l'inferno è vuoto (1967), uscito postumo.
Martine Carol venne trovata morta il 6 febbraio 1967, all'età di 46 anni, in una camera dell'Hôtel de Paris di Montecarlo. Nonostante le voci non confermate su un possibile suicidio, la causa del decesso fu ufficialmente attribuita a un attacco cardiaco.

## Filmografia

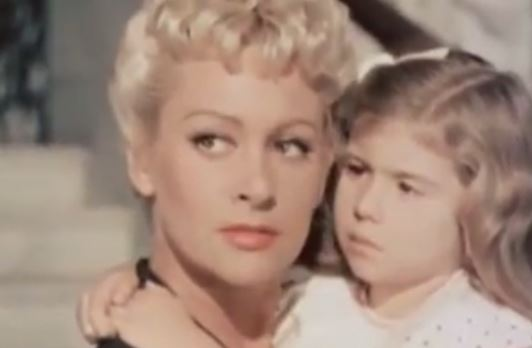
Martine Carol ne La spiaggia (1954)

Martine Carol in una scena del film Madame du Barry (1954)

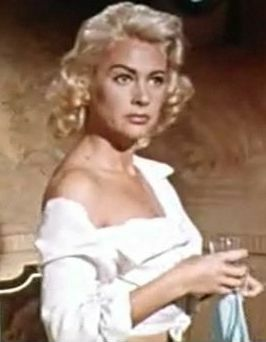
Martine Carol in una scena del film Il bandito dell'Epiro (1957)

- L'ultimo dei sei (Le Dernier des six), regia di Georges Lacombe (1941)
- Les Corrupteurs (cortometraggio), regia di Pierre Ramelot (1941)
- Gioventù traviata (Les Inconnus dans la maison), regia di Henri Decoin (1942)
- La Ferme aux loups, regia di Richard Pottier (1943)
- Bifur 3, regia di Maurice Cam (1945)
- L'extravagante mission, regia di Henri Calef (1945)
- Trente et quarante, regia di Gilles Grangier (1946)
- Maschera di sangue (Miroir), regia di Raymond Lamy (1947)
- Voyage surprise, regia di Pierre Prévert (1947)
- En êtes-vous bien sûr ?, regia di Jacques Houssin (1947)
- Carré de valets, regia di André Berthomieu (1947)
- La Fleur de l'âge, regia di Marcel Carné (1947)
- Les Souvenirs ne sont pas à vendre, regia di Robert Hennion (1948)
- Gli amanti di Verona (Les Amants de Vérone), regia di André Cayatte (1949)
- Je n'aime que toi, regia di Pierre Montazel (1949)
- Une nuit de noces, regia di René Jayet (1950)
- Nous irons à Paris, regia di Jean Boyer (1950)
- Documento fatale (Méfiez-vous des blondes), regia di André Hunebelle (1950)
- Caroline chérie, regia di Richard Pottier (1951)
- Brune ou blonde (cortometraggio), regia di Jacques Garcia (1950)
- Vedettes sans maquillage (cortometraggio), regia di Jacques Guillon (1951)
- Il desiderio e l'amore (Le Désir et l'amour), regia di Henri Decoin (1951)
- Le belle della notte (Les Belles de nuit), regia di René Clair (1952)
- Quando le donne amano (Adorables Créatures), regia di Christian-Jaque (1952)
- Un capriccio di Caroline chérie (Un caprice de Caroline chérie), regia di Jean-Devaivre (1953)
- Lucrezia Borgia (Lucrèce Borgia), regia di Christian-Jaque (1953)
- Boum sur Paris, regia di Maurice de Canonge (1954)
- Destini di donne (Destinée), (episodio Lysistrata), regia di Christian-Jaque e Jean Delannoy (1954)
- La spiaggia, regia di Alberto Lattuada (1954)
- Il letto (Secrets d'alcôve), episodio Le Lit de la Pompadour, regia di Jean Delannoy (1954)
- Madame du Barry, regia di Christian-Jaque (1954)
- Il carnet del maggiore Thompson (Les Carnets du major Thompson), regia di Preston Sturges (1955)
- Lola Montès, regia di Max Ophüls (1955)
- Nanà (Nana), regia di Christian-Jaque (1955)
- Difendo il mio amore (Scandale à Milan), regia di Giulio Macchi (1956)
- Il giro del mondo in 80 giorni (Around the World in Eighty Days), regia di Michael Anderson (1956)
- Il bandito dell'Epiro (Action of the Tiger, regia di Terence Young (1957)
- Nathalie, regia di Christian-Jaque (1957)
- Clandestina a Tahiti (The Stowaway), regia di Ralph Habib (1958)
- La prima notte, regia di Alberto Cavalcanti (1959)
- Dieci secondi col diavolo (Ten Seconds to Hell), regia di Robert Aldrich (1959)
- Pelo di spia (Nathalie, agent secret), regia di Henri Decoin (1959)
- La battaglia di Austerlitz (Austerlitz), regia di Abel Gance (1960)
- La francese e l'amore (La Française et l'Amour) (episodio La Femme seule), regia di Jean-Paul Le Chanois, Michel Boisrond e Christian-Jaque (1960)
- Quella sera sulla spiaggia (Un soir sur la plage), regia di Michel Boisrond (1961)
- Il re dei falsari (Le Cave se rebiffe), regia di Gilles Grangier (1961)
- Vanina Vanini, regia di Roberto Rossellini (1961)
- Operazione Gold Ingot (En plein cirage), regia di Georges Lautner (1962)
- I Don Giovanni della Costa Azzurra (Les Don Juan de la Côte d'Azur), regia di Vittorio Sala (1962)
- Senza di loro l'inferno è vuoto (L'enfer est vide), regia di John Ainsworth e Bernard Knowles (1967)

## Doppiatrici italiane
- Rosetta Calavetta in Nathalie, La prima notte, La battaglia di Austerlitz, Il re dei falsari, I Don Giovanni della Costa Azzurra
- Dhia Cristiani in La spiaggia
- Lydia Simoneschi in Lola Montes
- Valeria Valeri in Vanina Vanini